# الدوري النرويجي الممتاز 2003
الدوري النرويجي الممتاز 2003 (بالنرويجية: Tippeligaen 2003) هو الموسم 59 من  الدوري النرويجي الممتاز. أقيم خلال الفترة 12 أبريل 2003 وحتى 1 نوفمبر 2003، وكان عدد الأندية المشاركة فيه  14، وفاز فيه نادي روسنبورغ.